# اچ‌ام‌اس بولوارک (آر۰۸)
اچ‌ام‌اس بولوارک (آر۰۸) (به انگلیسی: HMS Bulwark (R08)) یک کشتی است که طول آن ۷۳۷٫۷۵ فوت (۲۲۴٫۸۷ متر) می‌باشد. این کشتی در سال ۱۹۴۸ ساخته شد.